# Campionati mondiali di sollevamento pesi 2018 - 89 kg maschile
Le gare di sollevamento pesi della categoria fino a 89 kg maschile — pesi massimi leggeri — dei campionati mondiali del 2018 si sono svolte il 6 novembre 2018 ad Aşgabat presso la Weightlifting Arena dell'Aşgabat Olympic Complex.
Maksim Mudreuski, che non concluse la gara nello slancio, venne squalificato per quattro anni nell'agosto del 2020 – due anni dopo la conclusione dei campionati – per scambio di provette avvenuto nel marzo del 2016.
Irmantas Kačinskas, inizialmente classificatosi al 24º posto, venne squalificato nel gennaio del 2020 per utilizzo di sostanze proibite.

## Programma
L'orario indicato corrisponde a quello turkmeno (UTC+05:00)
| Data            | Orario | Evento   |
| --------------- | ------ | -------- |
| 6 novembre 2018 | 10:00  | Gruppo C |
| 6 novembre 2018 | 14:25  | Gruppo B |
| 6 novembre 2018 | 19:55  | Gruppo A |

## Medagliati
Per ciascun esercizio, i primi tre classificati sono i seguenti:
| Esercizio | Oro          | Oro    | Argento          | Argento | Bronzo              | Bronzo |
| --------- | ------------ | ------ | ---------------- | ------- | ------------------- | ------ |
| Strappo   | Arley Méndez | 169 kg | Pavel Chadasevič | 169 kg  | Jhor Moreno         | 168 kg |
| Slancio   | Artëm Okulov | 206 kg | Hakob Mkrtchyan  | 205 kg  | Keydomar Vallenilla | 204 kg |
| Totale    | Artëm Okulov | 372 kg | Pavel Chadasevič | 371 kg  | Revaz Davitadze     | 371 kg |

## Record
Prima di questa competizione, i record mondiali esistenti erano i seguenti:
| Record mondiale | Strappo | Mondiale standard | 179 kg | — | 1º novembre 2018 |
| Record mondiale | Slancio | Mondiale standard | 216 kg | — | 1º novembre 2018 |
| Record mondiale | Totale  | Mondiale standard | 387 kg | — | 1º novembre 2018 |

## Risultati
| Pos. | Atleta                           | Gr. | Peso atleta | Strappo (kg) | Strappo (kg) | Strappo (kg) | Strappo (kg) | Slancio (kg) | Slancio (kg) | Slancio (kg) | Slancio (kg) | Totale   |
| Pos. | Atleta                           | Gr. | Peso atleta | 1            | 2            | 3            | Pos.         | 1            | 2            | 3            | Pos.         | Totale   |
| ---- | -------------------------------- | --- | ----------- | ------------ | ------------ | ------------ | ------------ | ------------ | ------------ | ------------ | ------------ | -------- |
|      | Artëm Okulov (RUS)               | A   | 88.44       | 161          | 166          | 168          | 7            | 202          | 206          | 210          |              | 372      |
|      | Pavel Chadasevič (BLR)           | A   | 88.51       | 163          | 168          | 169          |              | 194          | 198          | 202          | 6            | 371      |
|      | Revaz Davitadze (GEO)            | A   | 86.63       | 163          | 167          | 168          | 4            | 194          | 194          | 203          | 5            | 371      |
| 4    | Brayan Rodallegas (COL)          | B   | 86.62       | 160          | 160          | 167          | 5            | 193          | 196          | 203          | 4            | 370      |
| 5    | Arley Méndez (CHI)               | A   | 88.75       | 160          | 168          | 169          |              | 190          | 200          | 210          | 7            | 369      |
| 6    | Keydomar Vallenilla (VEN)        | A   | 88.32       | 160          | 165          | 167          | 9            | 195          | 201          | 204          |              | 369      |
| 7    | Hakob Mkrtchyan (ARM)            | A   | 88.84       | 160          | 160          | 168          | 13           | 205          | 213          | 213          |              | 365      |
| 8    | Jhor Moreno (COL)                | A   | 87.00       | 160          | 165          | 168          |              | 195          | 195          | 200          | 13           | 363      |
| 9    | Toshiki Yamamoto (JPN)           | B   | 88.85       | 155          | 160          | 163          | 10           | 190          | 199          | 208          | 8            | 362      |
| 10   | Jang Yeon-hak (KOR)              | B   | 88.00       | 161          | 164          | 166          | 6            | 190          | 190          | 195          | 12           | 361      |
| 11   | Raad Ameen (IRQ)                 | A   | 88.70       | 153          | 160          | 163          | 12           | 193          | 198          | 198          | 9            | 358      |
| 12   | Aref Khaki (IRI)                 | B   | 88.23       | 150          | 155          | 158          | 14           | 188          | 190          | 195          | 11           | 353      |
| 13   | Krenar Shoraj (ALB)              | B   | 86.36       | 153          | 156          | 161          | 17           | 192          | 197          | 200          | 10           | 353      |
| 14   | Denis Ulanov (KAZ)               | B   | 85.39       | 155          | 160          | —            | 11           | 192          | 192          | 200          | 15           | 352      |
| 15   | Sunnatilla Usarov (UZB)          | B   | 89.00       | 155          | 160          | 165          | 8            | 185          | 185          | 190          | 20           | 350      |
| 16   | Jordan Cantrell (USA)            | B   | 88.90       | 155          | 155          | 160          | 19           | 185          | 190          | 194          | 17           | 345      |
| 17   | Zacarías Bonnat (DOM)            | B   | 88.32       | 153          | 158          | 161          | 21           | 192          | 192          | 198          | 14           | 345      |
| 18   | Georgij Sidakov (RUS)            | C   | 87.65       | 149          | 154          | 157          | 15           | 177          | 185          | 191          | 18           | 342      |
| 19   | Paweł Kulik (POL)                | B   | 88.89       | 146          | 150          | 153          | 23           | 185          | 190          | 193          | 16           | 340      |
| 20   | Zaynobiddin Makhamadaminov (UZB) | C   | 86.25       | 150          | 155          | 156          | 16           | 170          | 175          | 180          | 25           | 331      |
| 21   | Banyat Tawnok (THA)              | C   | 88.56       | 147          | 152          | 155          | 18           | 170          | 175          | 180          | 24           | 330      |
| 22   | Don Opeloge (SAM)                | C   | 88.34       | 142          | 147          | 147          | 24           | 180          | 185          | 190          | 19           | 327      |
| 23   | David Samayoa (CAN)              | C   | 87.39       | 146          | 150          | 153          | 22           | 176          | 180          | 180          | 23           | 326      |
| 24   | Alexander Hernández (PUR)        | C   | 85.45       | 140          | 140          | 145          | 26           | 175          | 180          | 181          | 21           | 321      |
| 25   | Tudor Ciobanu (MDA)              | C   | 86.90       | 140          | 146          | 146          | 25           | 180          | 185          | 185          | 22           | 320      |
| 26   | Adolfo Fernández (MEX)           | C   | 85.84       | 135          | 139          | 142          | 27           | 155          | 160          | 165          | 26           | 304      |
| 27   | Tarmenkhan Babayev (AZE)         | C   | 85.85       | 130          | 135          | —            | 28           | 160          | 165          | —            | 27           | 295      |
| —    | Ahmed Sayed Ali (EGY)            | A   | 88.81       | 155          | 160          | 161          | 20           | —            | —            | —            | —            | —        |
| DSQ  | Irmantas Kačinskas (LTU)         | C   | 88.52       | 143          | 148          | 152          | —            | 170          | 174          | 179          | —            | —        |
| DSQ  | Maksim Mudreuski (BLR)           | A   | 88.66       | 161          | 167          | 169          | —            | 193          | 193          | —            | —            | —        |
| —    | Pirguly Pirgulyýev (TKM)         | C   | ritirato    | ritirato     | ritirato     | ritirato     | ritirato     | ritirato     | ritirato     | ritirato     | ritirato     | ritirato |
| —    | Izzatbek Meredov (TKM)           | C   | ritirato    | ritirato     | ritirato     | ritirato     | ritirato     | ritirato     | ritirato     | ritirato     | ritirato     | ritirato |